# تشارلز هولاند ماسون
تشارلز هولاند ماسون (بالإنجليزية: Charles Holland Mason)‏ هو محامي وسياسي أمريكي، ولد في 9 أغسطس 1822 في ولبوول في الولايات المتحدة، وتوفي في 11 يونيو 1894 في فينيتا في الولايات المتحدة. حزبياً، نشط في الحزب الجمهوري.